# Spartak Rjazan
Spartak Rjazan (Russisch: Футбольный Клуб Спартак Рязань, Foetbolny Kloeb Spartak Rjazan) was een Russische voetbalclub uit Rjazan, de hoofdstad van de gelijknamige oblast.

## Geschiedenis
De club werd opgericht in 1937. In 1949 speelde de club voor het eerst in de tweede klasse van de toenmalige Sovjet-Unie en werd daar laatste. Een volgende optreden kwam er in 1959 en speelde tot 1962 in de tweede klasse, met een vijfde plaats in 1961 als uitschieter. Door competitiehervorming moest de club vanaf 1963 in de derde klasse van start. In 1965 werd de club groepswinnaar voor Roebin Kazan en nam deel aan de eindronde om promotie, die ze aan Sokol Saratov moesten laten. In 1968 speelde de club door uitbreiding opnieuw in de tweede klasse, maar degradeerde na één seizoen weer. In 1970 werd de club groepswinnaar en verloor dan van Terek Grozny waardoor ze geen kans op promotie maakten. De volgende jaren was de club eerder een middenmoter en pas in 1977 eindigde Spartak nog eens in de top drie. Na nog een derde plaats in 1980 volgden weer enkele magere jaren tot 1987 toen de club samen met drie andere clubs op een gedeelde tweede plaats eindigde. Na nog twee derde plaatsen eindigde de club weer in de middenmoot. 
Na het uiteenvallen van de Sovjet-Unie ging de club in 1992 van start in de nieuwe Russische eerste divisie, de tweede klasse, en werd daar vicekampioen. Het volgende seizoen eindigde de club vijftiende, maar doordat de tweede klasse van drie reeksen werd teruggebracht naar één reeks degradeerde de club. In 1997 en 1998 werd de club derde. Na het seizoen 1999 werd de club door financiële problemen ontbonden. De vrijgekomen plaats in de competitie werd overgenomen door Agrokomplekt Rjazan.

## Naamswijziging
- 1937–1958 – FK Spartak Rjazan
- 1959–1960 – FK Troed Rjazan
- 1961–1967 – FK Spartak Rjazan
- 1968 – FK Zvezda Rjazan
- 1969–1986 – FK Spartak Rjazan
- 1987 – FK Sapfir Rjazan
- 1988–1994 – FK Torpedo Rjazan
- 1995–1999 – FK Spartak Rjazan